# Толль, Юхан Кристофер
Граф Юхан Кристофер Толль (швед. Johan Christopher Toll; 1 февраля 1743 — 21 мая 1817) — фельдмаршал Швеции, генерал-губернатор Сконе.

## Биография
Представитель дворянского рода Толь. Родился 1 февраля 1743 года в семье полковника Рейнгольда Густава Толля в Мёллерёде, коммуна Хесслехольм, лена Кристианстад (ныне лен Сконе), Швеция. В 1758 году вступил на шведскую военную службу и принимал участие в Семилетней войне.
В 1775 году он получил чин майора, в 1776 году — подполковника и в 1780 году — полковника.
За отличия во время русско-шведской войны 1788—1790 годов Толль был награждён орденом Меча. После смерти короля Густава III Толль был произведён в генерал-лейтенанты и возглавил Военный совет, но вскоре был назначен посланником в Польшу. Здесь он оказал поддержку Густаву Морицу Армфельту в его интригах против России и проявлял явные симпатии к повстанцам Костюшко. За это он в 1795 году был отправлен в ссылку.
При воцарении Густава IV Адольфа Толль был восстановлен в правах, назначен членом кабинета министров, а также получил баронский титул. В 1800—1801 году находился в Санкт-Петербурге с дипломатическими поручениями и 1 декабря 1800 года награждён орденом св. Александра Невского и Орден Святого апостола Андрея Первозванного
В 1801 году назначен генерал-губернатором Сконе. В кампании 1806 года против французов в Померании Толль командовал дивизией. В 1807 году, после того как Пруссия и Россия подписали перемирие с Наполеоном, Толль был назначен командующим шведским корпусом на острове Рюген, а после эвакуации с острова он получил чин фельдмаршала (по другим данным чин фельдмаршала получил в 1813 году).
Во время русско-шведской войны 1808—1809 годов Толль командовал корпусом, оставленным для обороны Сконе от возможной высадки датских войск.
В 1810 году он был среди первых, кто признал маршала Бернадота в качестве наследника шведского престола.
В кампании Шестой коалиции Толль участия не принимал, поскольку был назначен командующим войсками, оставленными в Швеции.
Среди прочих наград Толль имел орден Серафимов.
Скончался 21 мая 1817 года в Сконе в Беккаскугском замке.

## Награды
- Дворянство королевства Швеция (13 сентября 1772)
- Орден Меча командорский крест (KSO1kl, 27 ноября 1786)
- Орден Меча командорский крест со звездой (большой крест) (KmstkSO, 10 августа 1790)
- Титул барона королевства Швеция (16 ноября 1799, внесение в рыцарский матрикул королевства Швеция в 1800 под № 314)
- Орден Серафимов (14 июня 1800, акколада 28 апреля 1802)
- Звание «Одного из лордов королевства» (1805)
- Титул графа королевства Швеция (31 августа 1814) (внесение в рыцарский матрикул королевства Швеция в 1815 под № 127)

Российской империи:
- Орден Святого Андрея Первозванного (1 декабря 1800)
- Орден Святого Александра Невского (1 декабря 1800)
- Орден Святой Анны 1-й степени (1 декабря 1800)